# مقدس (عمارة)

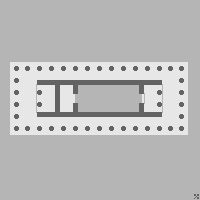
مخطط لمعبد مع المقدس في المنتصف (اللون الرمادي).

المَقْدِس أو السيلا[بحاجة لمصدر] (من Cella باللاتينية وتعني الغرفة الصغيرة) أو (Naos من اليونانية وتعني المعبد) هي الغرفة الداخلية للمعبد في العمارة التقليدية، أو متجر يواجه الشارع في العمارة الرومانية المحلية، مثل دوموس Domus. معانها للتطويق داخل الجدران قد امتد إلى معاني كثيرة، منها غرفة الناسك أو الراهب، ومنذ القرن السابع عشر في معنى الخلية البيولوجية في النباتات أو الحيوانات، حيث أن الكلمة الأنجليزية (cell) مأخوذة منها.

## روابط خارجية
- Vitruvius, De architectura, Book IV. ch 7 : translation, plans and reconstructions of Tuscan cellae